# Konrad Heiden
Konrad Heiden (München, 1901. augusztus 7. – New York, 1966. június 18.) német-amerikai újságíró és történész, aki 1936-ban elsőként készített Hitlerről monográfiát. Publikációiban elsősorban a nemzetiszocializmus ideológiájával, valamint annak vezetőjével, Adolf Hitler személyiségével foglalkozott.
Konrad Heiden Hitlere bármennyire is önálló, és éles szemű, eredetileg mégiscsak 1936-ban […] jelent meg, amikor Hitler háborúja csak titkolt gondolat volt, nem is beszélve az ember- és népüldözés későbbi dimenzióiról.

## Élete

### Iskolaévei
1901-ben született a zsidó származású Lina Deutschmann, valamint az SPD titkárának, Johannes Heidennek gyermekeként. 15 éves korára árvává vált, egy időre nevelőszülőkhöz került, majd 1919-ben Münchenbe költözött nagynénjéhez, ahol jog-és gazdaságtudományt kezdett tanulni.

### Újságírói pálya
1923-tól Otto Groth segédszerkesztőjeként közreműködött a Frankfurter Zeitungnál, ahol a nemzetiszocializmus egyik legfiatalabb megfigyelőjévé és ellenzékévé nőtte ki magát.
1925-ben tanulmányait abbahagyva állandó újságírója lett a FZ-nek, majd 1929-től szerkesztőségi tagjává vált. A Német Demokratikus Párt (DDP) érdekeltségében álló lap krízisbe került; a párthívek csökkenése miatt a példányszámok eladása a felére csökkent. A német IG-Farben nagyvállalat támogatása révén sikerült megmenteni az újságot, a továbbiakban azonban befolyást gyakoroltak a lap politikai irányultságára. Heident kinevezték riporternek, politikai cikkeket nem írhatott. 1930-ban egyebek között a nem megfelelő fizetés miatt felmondott, ezután élete végéig szabadúszó újságíróként tevékenykedett.

### Száműzetés
1933-ban, röviddel Hitler hatalomra jutását követően számos zsidó származású értelmiségivel együtt (mint például Ludwig Marcuse) a Saar-vidékre menekült.
1935-től a második világháború kezdetéig aztán Franciaországban élt.
1936-37-ben, Heiden 15 évi kutatómunkája után megjelent a kétkötetes Hitler életrajz egyidejűleg német, angol, francia kiadásban. Magyarra Kérő Pál fordította 1938-ban. A könyvek Hitler életrajzát a fiatal éveitől az első sikertelen sörpuccson át, a hatalom megszerzéséig, az első leszámolásig, Ernst Röhm félreállításáig taglalják.
1939-40-ben Franciaországban nemkívánatos külföldiként internálták. Miután a Wehrmacht váratlan lerohanta a francia területeket, szabadon engedték Heiden-t, aki az Egyesült Államokba szökött.

### Utolsó évei
1950-ben amerikai állampolgárságot szerzett, élete utolsó éveit főként New Yorkban töltötte. 1951 és 1961 között Amerika és Németország között ingázott, műsorszerkesztőként dolgozott a stuttgarti, valamint a brémai rádióknál. Ebben az időszakban egyre erőteljesebben szenvedett a Parkinson-kór tünetei miatt, ami a munkájában is korlátozta. 1966 június 18-án halt meg.

## Válogatott művei
- Geschichte des Nationalsozialismus. Die Karriere einer Idee. , 1932
- Geburt des Dritten Reiches. Die Geschichte des Nationalsozialismus bis 1933., 1934
- Hitler rast : Der 30. Juni : Ablauf, Vorgeschichte und Hintergründe., 1934 (Klaus Bredow álnéven)
- Sind die Nazis Sozialisten? 100 Dokumente aus 14 Monaten., 1934 (Klaus Bredow álnéven)
- Eine Nacht im November 1938. Ein zeitgenössischer Bericht., 2013
- Der Fuehrer. Hitler’s Rise to Power. ( „The Fuehrer“ vagy „The Fuhrer“.), 1944

## Magyarul
- Hitler; ford. Kérő Pál; Prager, Bratislava-Pozsony, 1937 (Hitler, ford. Kérő Pál; Kelta Kft., Bp., 1989; Pallas Antikvárium, Bp. [Gyöngyös], 1999 ISBN 9639117234)